# Mohamed Abdel Monsef
Mohamed Abdel Monsef, arab. محمد فضل (ur. 6 lutego 1977 w Kairze) – piłkarz egipski grający na pozycji bramkarza.

## Kariera klubowa
Monsef jest wychowankiem klubu Zamalek Kair. W 1999 w wieku 22 lat zadebiutował w jego barwach w rozgrywkach pierwszej lidze (wcześniej był tylko rezerwowym m.in. dla reprezentanta kraju, Abdela El-Sayeda.
W sezonie 1999/2000 wystąpił w Pucharze Zdobywców Pucharów Afryki i ostatecznie sięgnął po to trofeum (stał się wówczas pierwszym bramkarzem klubu).
W 2001 po raz pierwszy w karierze zdobył mistrzostwo kraju, a rok później wygrał z Zamalekiem Ligę Mistrzów, a także kolejny krajowy puchar. W 2003 został po raz drugi mistrzem Egiptu, a także zdobył Superpuchar Afryki. Kolejnym i jak dotąd ostatnim trofeum było trzecie mistrzostwo ligi w 2004. W kolejnych sezonach Monsef nie osiągał jednak sukcesów z Zamalekiem. W 2010 roku odszedł do El Gouna FC, a w 2012 do ENPPI Club. W 2017 trafił do Wadi Degla SC.

## Kariera reprezentacyjna
W reprezentacji Egiptu Monsef zadebiutował w 2001. W 2002 był rezerwowym w kadrze na Pucharze Narodów Afryki 2002 i dotarł z nim do ćwierćfinału. W 2006 na Pucharze Narodów Afryki w Ghanie także był rezerwowym dla Essama El-Hadary’ego i wywalczył mistrzostwo Afryki. W 2008 Hassan Shehata powołał go na PNA 2008, na którym pełnił rolę drugiego bramkarza dla El-Hadary’ego. Wywalczył swoje drugie mistrzostwo Afryki.